# Gerdiz
Gerdiz (llamada oficialmente Santa María de Xerdiz) es una parroquia española del municipio de Orol, en la provincia de Lugo, Galicia.

## Otra denominación
La parroquia también se denomina Santa María de Gerdiz.

## Etimología
Probablemente proceda del latín (villa) Seserici, indicando la pertenencia a un possessor llamado Sesericus, nombre de origen germánico.

## Organización territorial
La parroquia está formada por treinta y nueve entidades de población, constando treinta y seis de ellas en el nomenclátor del Instituto Nacional de Estadística español:

### Entidades de población
Entidades de población que forman parte de la parroquia:
- A Anxeriz
- A Carballeira
- A Casanova (A Casa Nova)
- A Costa
- A Fraguella (A Fraguela)
- A Ponte da Terra (A Ponte da Torre)
- A Revolta
- As Laxes
- Belsar
- Besterrexulfe
- Cernado
- Cufe
- Folgorelo (Folgoselo)
- Grandal (O Grandal)
- Igrexa (A Igrexa)
- O Cotelo
- O Goio
- O Loureiro
- O Nogarido
- O Rego da Cova
- Os Currás
- O Souto Alto (Souto Alto)
- Piegalvo (Piegalbo)
- Paramigo (Poramigo)
- Porto do Mendo (O Porto do Mendo)
- Rego das Varas (O Rego das Varas)
- Rexulfe
- Sanguñido
- Silvide
- Souto Chao
- Vilachá
- Vilacimas
- Vilalverde
- Vilamartín

### Despoblados
Despoblados que forman parte de la parroquia:
- A Barrela
- A Garita
- A Roca
- As Rabiñas
- Pazos

## Demografía
| Gráfica de evolución demográfica de Gerdiz entre 2000 y 2020 |
|                                                              |
| Datos según el nomenclátor publicado por el INE.             |